# جولييت بيرتو
جوليت برتو (بالفرنسية: Juliet Berto)‏ (16 يناير 1947 - 10 يناير 1990)، هي ممثلة ومخرجة وكاتبة سيناريو فرنسية.
ولدت بمدينة غرونوبل جنوب شرق فرنسا يوم 16 يناير 1947، في أسرة منخفضة الدخل، كان والدها عامل في مصنع. بدات مشوارها الفني عام 1966، ظهرت جولييت بيرتو لأول مرة في السينما عام 1967 في فيلم «Deux ou trois choses que je sais d'elle». ثم لعبت في العديد من الأفلام الأخرى للمخرج الفرنسي-السويسري.
كانت عضوة لجنة تحكيم مهرجان برلين السينمائي الدولي. وفي عام 1987 تحولت إلى الكتابة والإخراج قبل وفاتها المبكرة عن عمر يناهز 42 عامًا.كثيرا ما ترتبط مع أفلام جان لوك غودارد. كانت متزوجة من المخرج والممثل ميشيل بيرتو قبل أن تعيش مع جان هنري روجر الذي أخرجت معه أول فيلمين روائيين لها.
توفيت يوم 10 يناير 1990 ببلدة Breux-Jouy، بسبب سرطان الثدي عن عمر يناهز 42 عامًا.

## روابط خارجية
- جولييت بيرتو في قاعدة بيانات الأفلام على الإنترنت
- Cinématon لجولييت بيرتو - صورة لمدة 4 دقائق على الإنترنت للممثلة جيرار كورانت